# 手办
手办是一种限量生产的动漫模型，起源于1980年代，包括GK模型和PF模型等静态非可动类模型，具有一定的收藏价值。

## 历史
手办起源于20世纪80年代的日本ACG圈，爱好者出于对现成的塑胶模型不满，自学技术制作模型，随后在海洋堂等公司的支持下进入市场，日本艺术家村上隆创作的手办《我的寂寞牛仔》于2008年5月在纽约苏富比以1516.1万美元成交，创下当时亚洲当代艺术作品的最高价。

## 种类
手办包括GK（Garage Kit）和PF（PVC Figure）等静态非可动类模型：前者源于把车库当作制作地点的手工制作类兴趣活动，当今通常指没有大量生产的树脂模型套件，因无法批量生产，价格昂贵；后者是以聚氯乙烯为原料制作的，由于适应机器批量生产，价格相对低廉。广义上的手办还包括黏土、扭蛋、景品等人物模型。

## 特点
手办是雕塑、涂装彩绘、场景布局、包装设计等多种艺术形式相结合的产物，因此具有多元化的特点。与一般玩具是不同的是，手办的设计和涂装十分复杂，完成品会体现动漫人物的形体、性格、装扮及感情色彩等极具个性化的特征，其整体小而精巧且限量生产，故收藏价值很高。